# 横浜市立浦島小学校
横浜市立浦島小学校（よこはましりつ うらしましょうがっこう）は、神奈川県横浜市神奈川区浦島丘にある公立の小学校。

## 沿革
- 1920年1月 - 横浜市尋常高等浦島小学校として開校。
- 1923年 - 横浜市浦島尋常高等小学校に改称。
- 1928年3月 - 現在地に校舎が完成。
- 1932年1月 - 現在地に移転。
- 1936年6月 - 児童数の増加に伴い、横浜市立白幡尋常高等小学校が分離。
- 1941年4月 - 横浜市立浦島国民学校に改称。
- 1947年
  - 現行名に改称。
  - 横浜市立浦島丘中学校が敷地内に開校。（1952年に移転）

## 通学区域
浦島小学校の通学区域には以下の区域が指定されている。
- 神奈川区
  - 浦島丘
  - 白幡西町2番から39番まで[2]
  - 白幡東町
  - 白幡南町
  - 立町
  - 富家町
  - 鳥越
  - 七島町

## アクセス
- JR東日本東神奈川駅下車、徒歩11分
- 京浜急行電鉄神奈川新町駅下車、徒歩13分
- 東京急行電鉄東白楽駅下車、徒歩13分
- 横浜市営バス7・29・59系統「浦島小学校前」バス停下車、徒歩5分

## 周辺
- 横浜市神奈川図書館